# Бобслей на зимних Олимпийских играх 1932

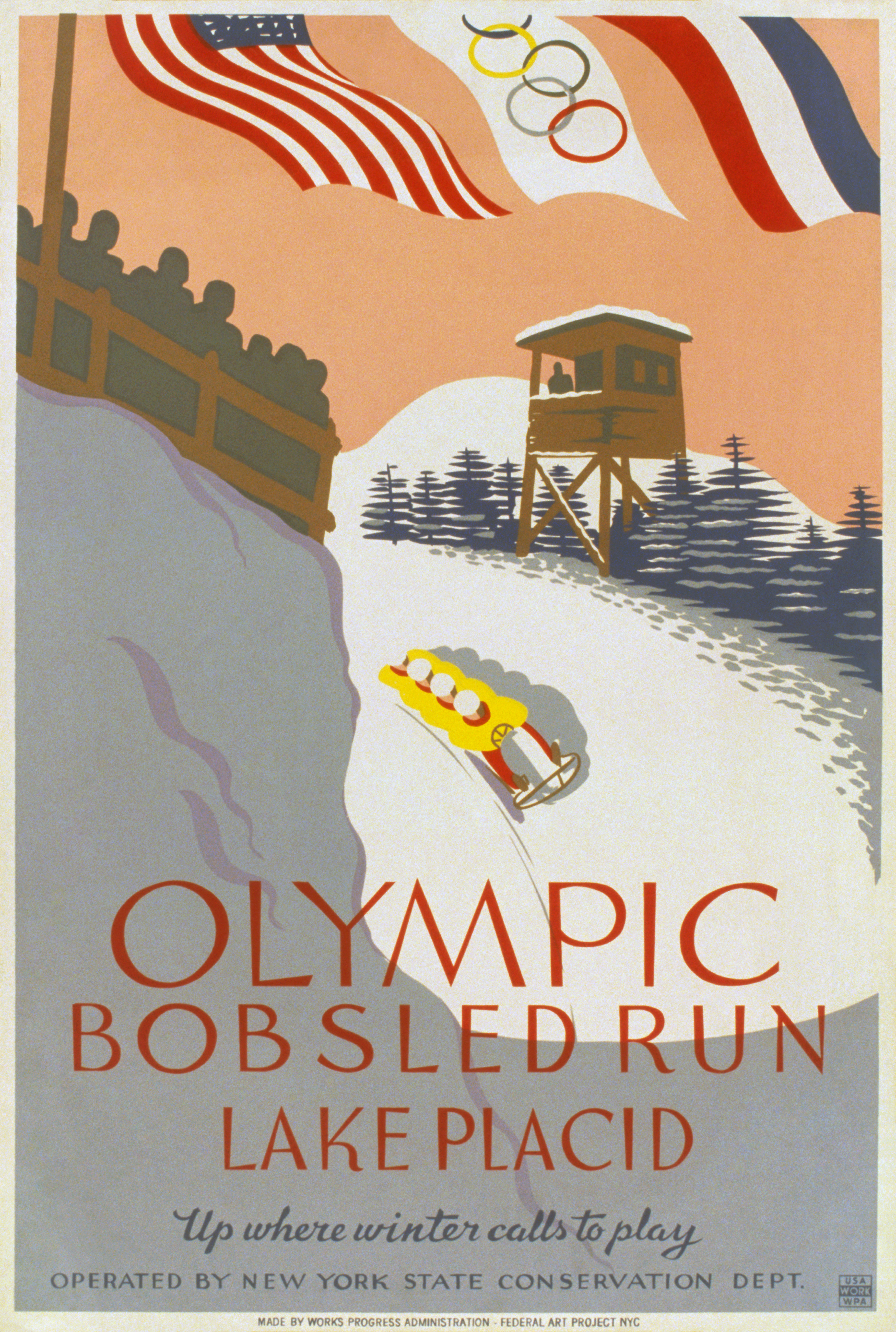
Плакат авторства Works Progress Administration, рекламирующий бобслейную трассу в Лейк-Плэсиде

Соревнования по бобслею на зимних Олимпийских играх 1932 года прошли с 9 по 15 февраля среди двоек и четвёрок. Соревнования прошли на олимпийской трассе у горы Ван Хувенберг, на которой проводятся соревнования не только по бобслею, но и по санному спорту и скелетону. В соревнованиях участвовал 41 бобслеист из 8 стран, причём 11 бобслеистов выступили в обеих дисциплинах, а команды Австрии, Бельгии и Франции заявились только на соревнования среди двоек. Победу в обеих дисциплинах одержали сборные США.

## Общий медальный зачёт
| Место | Страна    | Золото | Серебро | Бронза | Всего |
| ----- | --------- | ------ | ------- | ------ | ----- |
| 1     | США       | 2      | 1       | 1      | 4     |
| 2     | Швейцария | 0      | 1       | 0      | 1     |
| 3     | Германия  | 0      | 0       | 1      | 1     |

## Медалисты
| Дисциплина         | Золото                                                                  | Серебро                                                                         | Бронза                                                                                |
| ------------------ | ----------------------------------------------------------------------- | ------------------------------------------------------------------------------- | ------------------------------------------------------------------------------------- |
| Двойки (мужчины)   | США · США 1 · Хьюберт Стивенс · Кёртис Стивенс                          | Швейцария · Швейцария 2 · Рето Кападрутт · Оскар Гайер                          | США · США 2 · Джон Хитон · Роберт Минтон                                              |
| Четвёрки (мужчины) | США · США 1 · Билли Фиске · Эдвард Иган · Клиффорд Грей · Джей О'Брайан | США · США 2 · Генри Хомбургер · Перси Брайант · Фрэнсис Стивенс · Эдмунд Хортон | Германия · Германия 1 · Ханнс Киллиан · Макс Людвиг · Ганс Мельхорн · Себастьян Хубер |